# Иудул из Ландевеннека
Иудул (VI век) — священномученик из Арморики.
Святой Иудул (фр. Judulus) является святым ранней Арморики. Согласно преданию, в VI веке, он, игумен монастыря Ландевеннек, был обезглавлен властителем Фау в церкви Даулас. Он входит в число бретонских святых, официально не признанных католической церковью.
Согласно преданию, властитель Фау, будучи язычником, совершил двойное преступление в церкви Даулас:

Узнав, что настоятели корнуайских монастырей собрались недалеко от его земель ради объединения, этот властитель (…), сопровождаемый частью своих подданных, запер двери церкви, где находились враги его ложных верований. Святой Тадек (или святой Тудек) был убит в алтаре; святому Иудулу отсекли голову, когда он бежал в Ландевеннек. Однако Бог отомстил за своих слуг. Ужасный дракон опустошил поселение Фау и его окрестности, властитель стал жертвой лукавого духа, и потребовалась вся сила святого Павла, епископа Леонского, чтобы победить монстра и исцелить убийцу. Властитель, ставший христианином, за свое преступление основал монастырь Даулас, что означает две раны, или две боли, в том месте, где святой Иудул был им убит.

По словам Альберта Великого, около 520 года, святой Иудул, настоятель монастыря Ландевеннек, намереваясь назначить настоятеля прихода в Браспарце, известном своим язычеством, послал туда святого Жауа, племянника ссвятго Поля Орельена, епископа Леонского.